# Александровка (Наро-Фоминский район)
Александровка — посёлок сельского типа в Наро-Фоминском районе Московской области входит в состав городского поселения Наро-Фоминск и благодаря лесному массиву, окружающему поселение с западной и северной стороны,  и  роскошным корабельным соснам, стоящим на всем протяжении поселка вдоль Центральной улицы, по праву считается "жемчужиной"  Наро-Фоминского района.
Численность постоянного населения поселка (деревни) по Всероссийской переписи 2010 года — 304 человека . B посёлке числятся 3 улицы, 13 переулков и 11 садовых товариществ. До 2006 года Александровка входила в состав Новофёдоровского сельского округа.
Посёлок расположен в центре района, на высоком берегу реки Гвоздня (приток Нары), в 1 км к северо-востоку от Наро-Фоминска, высота центра над уровнем моря 200 м. У юго-восточной окраины посёлка находится железнодорожная платформа Зосимова Пустынь Киевского направления МЖД, с северо-востока примыкает посёлок Дома Отдыха «Бекасово».
По легенде во время отступления из Москвы в декабре 1812 года через Александровку, по старому Боровскому тракту (современная ул. Центральная), проходили остатки войск Наполеона, поэтому двухсотлетние дубы на Лесной улице (в районе домов 35-37) в народе называют «наполеоновскими». Доподлинно известно о ночевке самого Наполеона в  районе соседней деревни Бекасово и о последующей остановке генералитета французской армии в Никольском соборе Наро-Фоминска. Считается, что по пути следования французской армии из обозов по лесу рассыпалось награбленное золото и драгоценные камни. Кладов в районе деревни найдено не было, зато  в лесу часто находят старинную посуду и бытовую утварь тех лет. 
На северо-западе поселка в 1960-е годы (ул. Лесная 32-37)  выделялись дачные участки членам Московской адвокатуры (Малаховская, Аппельбаум, Рудин). В числе дачных домов был и дом "отца советской криминалистики" Абрама Ильича Винберга.